# Rickey Medlocke

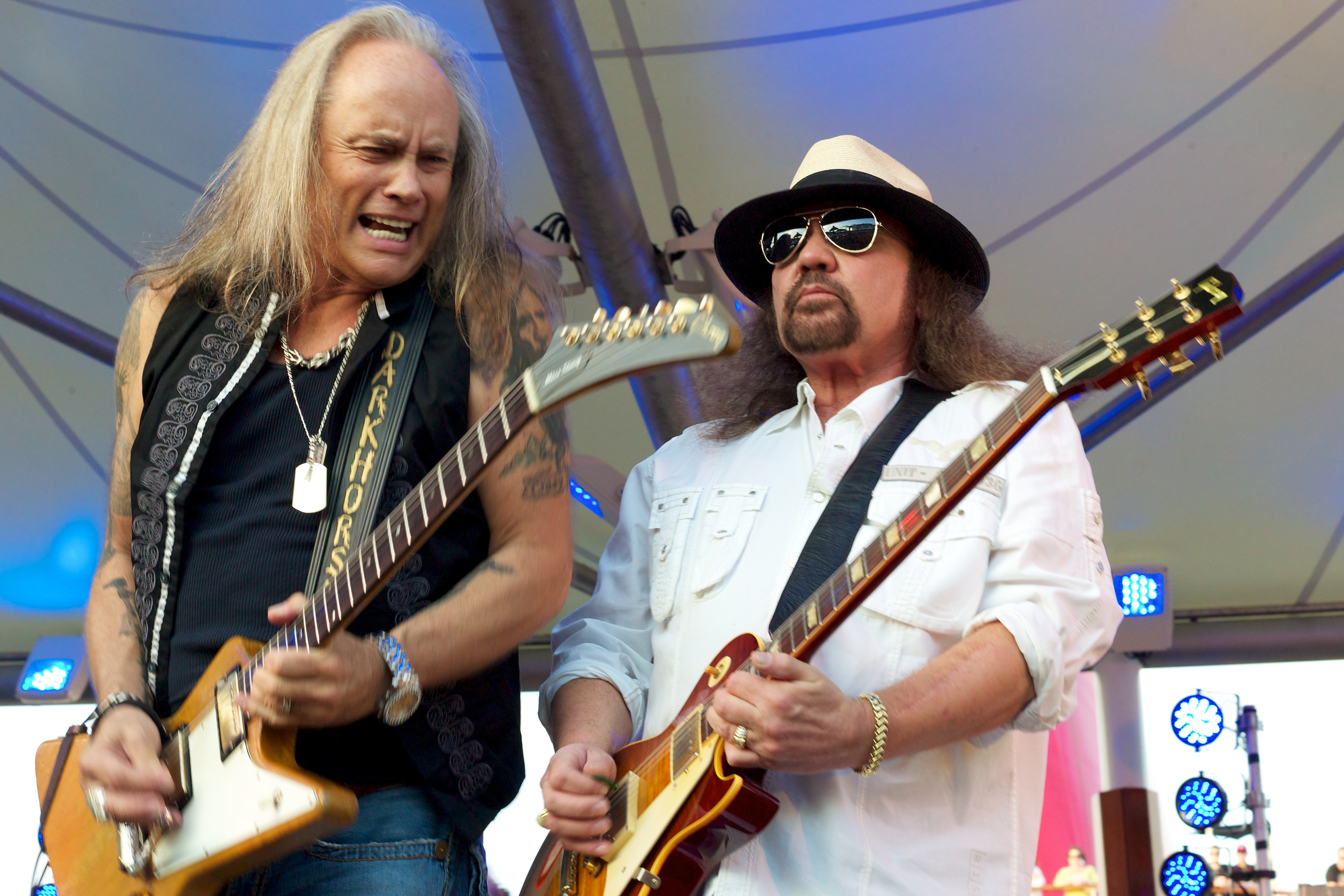
Lynyrd Skynyrd en 2011 : Rickey Medlocke et Gary Rossington.

Rickey Medlocke (17 février 1950 à Jacksonville en Floride) est un guitariste et chanteur de rock sudiste qui a notamment joué avec Blackfoot et actuellement avec Lynyrd Skynyrd.

## Biographie
Il commence la guitare à cinq ans sous la houlette de son grand-père Shorty Medlocke, chanteur country et gloire locale qui composera notamment Train, Train, futur succès de Blackfoot, le groupe de Rickey.
En 1970, pour pallier la défection de Bob Burns au sein de Lynyrd Skynyrd, il apprend les rudiments de la batterie en 15 jours et devient le batteur de la formation de Jacksonville, alors inconnue et à la recherche d'un contrat discographie. Il participe d'ailleurs à des sessions d'enregistrement qui seront publiées en 1978 sous le titre de "Skynyrd's First And... Last". Après le retour de Bob Burns, et bien qu'il ait joué un temps à ses côtés - Lynyrd Skynyrd devenant alors une formation à deux batteries, Rickey Medlocke retourne à Blackfoot, qu'il a formé avec Jakson Spires (batterie), Greg T. Walker (basse) et Charlie Hargrett (guitare). Il retrouve ainsi une place de chanteur / guitariste qu'il lui était impossible de tenir chez Lynyrd Skynyrd. C'est avec Blackfoot qu'il connaît le succès (particulièrement en Angleterre) durant les années 1980, proposant un rock sudiste très empreint de hard rock. Blackfoot est alors perçu comme le croisement parfait entre ces deux styles de musique. Dans les années 1990, il continue à se produire sous le nom de Blackfoot, mais avec des musiciens différents de ceux du début et la renommée du groupe ira en décroissant au fil des ans.
Rickey rejoint Lynyrd Skynyrd en plein remaniement en tant que guitariste en 1996 à la demande de Gary Rossington et tient la place qui était celle dans la formation originale du défunt Allen Collins. Depuis il a apporté à la musique de Lynyrd Skynyrd une touche beaucoup plus dure qui rapproche aujourd'hui le groupe du hard rock et du style pratiqué par Blackfoot.

## Matériel
Il joue principalement sur des Explorer Ibanez et Gibson ainsi que des Gibson Firebird, comme Allen Collins avant lui, mais aussi des Les Paul qu'il branche dans des amplis Marshall des années 1960-70 souvent modifiés (180 watts).